# Tata Zest
Der Tata Zest ist eine Limousine im Kleinwagenformat des indischen Automobilherstellers Tata Motors, die zwischen 2014 und 2020 in Pimpri-Chinchwad gebaut wurde.

## Geschichte
Das Fahrzeug wurde gemeinsam mit der Schrägheck-Version Bolt Anfang 2014 auf der Auto Expo in Neu-Delhi als Nachfolger des Tata Indigo vorgestellt. Der Verkauf in Indien startete am 12. August 2014, in Nepal wurde das Fahrzeug ab Februar 2015 vertrieben.

## Technik
Antriebsseitig stehen für den Zest ein 1,2-Liter-Ottomotor mit 66 kW (90 PS) oder ein von Fiat zugelieferter 1,2-Liter-Dieselmotor mit 55 kW (75 PS) oder 66 kW (90 PS) zur Verfügung. Insgesamt ist die Limousine in sechs Ausstattungsvarianten erhältlich.

### Technische Daten
|                                             | 1.2 Revotron          | 1.2 Quadrajet         | 1.2 Quadrajet              |
| Bauzeitraum                                 | 08/2014–03/2020       | 08/2014–03/2020       | 08/2014–03/2020            |
| Motorkenndaten                              |                       |                       |                            |
| Motortyp                                    | R4-Ottomotor          | R4-Dieselmotor        | R4-Dieselmotor             |
| Hubraum                                     | 1193 cm³              | 1248 cm³              | 1248 cm³                   |
| max. Leistung bei min−1                     | 66 kW (90 PS) / 5000  | 55 kW (75 PS) / 4000  | 66 kW (90 PS) / 4000       |
| max. Drehmoment bei min−1                   | 140 Nm / 1500–4000    | 190 Nm / 1750–3000    | 200 Nm / 1750–3000         |
| Kraftübertragung                            |                       |                       |                            |
| Antrieb                                     | Vorderradantrieb      | Vorderradantrieb      | Vorderradantrieb           |
| Getriebe, serienmäßig                       | 5-Gang-Schaltgetriebe | 5-Gang-Schaltgetriebe | 5-Gang-Schaltgetriebe      |
| Getriebe, optional                          | —                     | —                     | F-Tronic Automatikgetriebe |
| Messwerte                                   |                       |                       |                            |
| Höchstgeschwindigkeit                       | 158 km/h              | 150 km/h              | 170 km/h                   |
| Beschleunigung, 0–100 km/h                  | 13,7 s                | 16,0 s                | 15,3 s                     |
| Kraftstoffverbrauch auf 100 km (kombiniert) |                       |                       |                            |
| Leergewicht                                 | 1115–1135 kg          | 1152–1167 kg          | 1170–1185 kg               |
| Tankinhalt                                  | 44 l                  | 44 l                  | 44 l                       |